# Француско-српска болница у Седесу
 Француско-српска болница у Седесу (данас Терми) надомак Солуна у Грчкој била је једна од привремених ратних установа војног санитета на Солунском фронту. У састав болнице, која је формирана 9. маја 1916. године, једним делом ушла је и једна пољска болнице српске Моравске дивизије (која је одмах прешла, и убрзо је искључиво била под командом Француза). 
Према археолошки налазима из данашњих Терми, град, и седишту општине у префектури Солуна, у коме је основана болница у тадашњој Седри, указују и на кључне промене које је доживео Солун као резултат боравка више хиљада војника и представника цивилних и санитетских мисија. Долазак савезника и формирање бројних војних логора за потребе Енглеза, Француза и Срба у мочварним пределима око Солуна био је узрок неминовних промена у свакодневном животу, навикама, обичајима, забави и уопште у изгледу овог мултиетничког града, тих завршних година Првог светског рата. 

## Предуслови који су претходили оснивању болнице
Оснивању француско-српска болница у Солуну, претходио је састанк Британског ратног савета 21. јануара 1916. на коме је учествовао и председник француске владе Аристид Бријан, на коме је одлучено је да се одрже и ојачају савезничке трупе на Солуском фронту и да се Солун претвори у офанзивну базу. Тада је решено и питање где ће бити упућена српска војска после опоравка и реорганизације на Крфу. 
Већ средином априла 1916, прве српске трупе су искрцане су на полуоству Халкидики недалеко од Солуна како би се, у близини манастира Хиландара који је за српске војнике имао велику симболичку вредност, увежбавале пред излазак на прве линије фронта.
У јулу 1916, прве српски тупе заузеле су своје позиције на Солунском фронту између Кожуфа и Лерин, поред француских трупа. Иако још непотпуно наоружане и без сопствених позадинских санитетских установа, за јединице српске војске започео је нов период.

### Стварање позадинских санитетских установа током 1916. године
У складу са париским одлукама, савезници ће до краја 1916. године организовати у позадини солунског фронта 33 болничке јединице за лечење српских војника:
- 15 француских болница (13 у Солуну и 2 у Зејтинлику)
- 1 француско истурено болничко одељење у Острову
- 2 француске помоћне болнице за Србе у Седесу
- 6 француских амбулаторија (Микра, Верија, Вертекоп, Самли, Топчин, Гуменџа)
- 5 енглеских болница (Микра, Самли, Соровић и две у Вертекопу)
- 1 болница Шкотских жена у Солуну (касније 3. пољска хируршка болница)
- 2 руске болнице у Солуну (Наришкин и Свети Ђорђе)
- 1 руска болница у Соровићу (Српско руска болница)

## Оснивање и рад болнице
Болница је основана у Седри, данас Терми граду и седишту општине у префектури Солуна, који са налази 15 километара југоисточно од Солуна, на надморској висини од 65 метара. Пре оснивања ове болнице, у склопу реорганизације, српском војном санитету већ је била одузета једна од најпостојанијих, најопремљенијих њених формација, болница у Седесу. Претекла је и повлачење, прошла и кроз пакао острва Вида, успевши да задржи, па и обнови знатан део своје опреме, у коју је спадала и бактериолошка лабораторија. Ипак је, као позадинска установа, саобразно Париском споразуму, стављена под француску управу.
Болницу је осново војни санитет француске војске 16. мај 1916.године, који је у склопу реорганизације српском војном санитету одузео и преузео у свој састав једну од најпостојанијих, најопремљенијих њених формацијаједну са седишетем у Седесу. Ова српска санитетска јединица иако је претекла повлачење, прошла и кроз пакао острва Вида, успела је да задржи, па и обнови знатан део своје опреме, у коју је спадала и бактериолошка лабораторија. Саобразно Париском споразуму, као позадинска установа, она је морала да буде стављена под француску управу.
Тада су у рад француско-српске болнице од српског медицинског особља укључени: 
- Лекари — капетани I класе др Светислав Стефановић и др Војислав Миловановић, лекар добровољац др Никола Благојевић,
- Медицинари — Михаило Карпински, Радосав Милетић, Радмило Јовановић, Милан Ђорић и Александар Ђорђевић
- Апотекари — Наум Константиновић, Коста
- Остали — осам подофицира и 89 каплара и редова.

Убрзо после оснивања, особљу болнице у Седеси, наметнути су озбиљни противепидемијски проблеми, међу којима је доминирала маларија. Наиме дошавши опорављена са Крфа, где је била здрава клима, српска војска се у околини Солуна, делти Вардара и у Могленској котлини нашла у епидемиолошки изузетно нездравој средини, где је била изложена убитачној епидемији сва три типа маларије, која је за кратко време направила праву катастрофу, нарочито у Шумадијској и Тимочкој дивизији, а једва у нешто мањој мери и у свим осталим војним јединицама. На маларију су се надовезале и друге епидемијске, посебно инфективне цревне болести, иако је војска била на Крфу уредно ревакцинисана.
Маларија, која је захватила део трупе српске војске 1916. године, као епидемија трајала је за све време боравка јединица на Солунском фронту без обзира на мере које је српски војни санитет спроводио. Оне ни у профилакси ни у терапији нису прекинуле епидемију, али су умањиле тежину ове болести и смртност од ње. Тако је нпр. од 261 смртна случаја у 1916, тај број смањен на 45 у 1918. Зато је 1916. година најзначајнија година у погледу организовања борбе против маларије.
Ова убитачна епидемија на солунском фронту имала је велики значај за оснивање прве миробиолошке лабораторије у војном санитету српске војске, па се и зачеци војне микробиологије везују за болницу у Седесу у којој је 1916. године радио знаменити Лудвиг Хиршфелд који је основао ову прву бактериолошку лабораторију у српској војсци.